# Congrès islamique canadien
 (décembre 2020).
Ne doit pas être confondu avec Congrès musulman canadien.
Le Congrès islamique canadien (CIC), en anglais Canadian Islamic Congress, était une association islamique canadienne qui constituait une des plus importantes organisations musulmanes dans ce pays. Elle a été officiellement dissoute en 2014, et son site officiel a changé d'activités.
Il a été décrit comme étant plus traditionnel que le congrès musulman canadien et l'union musulmane canadienne, qui sont généralement plus libéraux. Le CIC a fait l'objet de plusieurs controverses concernant Daniel Pipes, ses relations avec les médias canadiens, les caricatures de Mahomet, la guerre en Afghanistan, le vote voilé, le tribunal de la charia, l'islamophobie, et le financement des écoles publiques.